# Andrej Andrejev
Andrej Andrejevič Andrejev (rusky Андрей Андреевич Андреев; 30. října 1895, Kuzněcovo – 5. prosince 1971, Moskva) byl sovětský politik a v letech 1946—1953 místopředseda Rady ministrů SSSR.

## Životopis

### Mládí
Andrej Andrejev se narodil v rodině rolníka ze Smolenska. Po dva roky navštěvoval školu. V letech 1905 až 1911 pracoval v restauraci v Moskvě jako umývač nádobí. Poté měl různá zaměstnání.
Roku 1914 přistoupil Andrejev k bolševikům a pracoval v Putilovské železárně. Když v dubnu roku 1917 přijel Lenin z Finska na nádraží do Petrohradu, stál Andrejev v davu a podal si s Leninem ruku.

### Vzestup

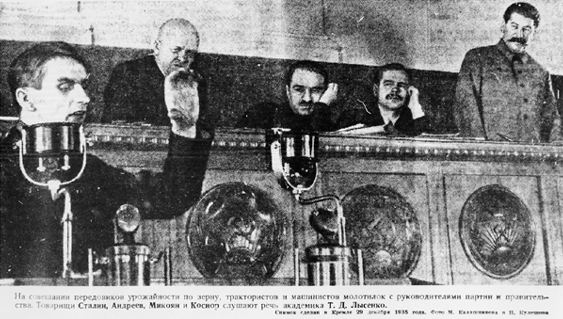
Trofim Lysenko řeční. Naslouchají mu Kosior, Mikojan, Andrejev a Stalin

V letech 1917–1919 organizoval Andrejev odborářské práce v Uralu a na Ukrajině. Roku 1920 se stal tajemníkem všesvazové ústřední rady odborů. V letech 1922–1928 byl Andrejev předsedou odborové organizace železničářů.
Andrejev byl původně přívrženec Lva Trockého, v boji o moc po Leninově smrti se však přidal na Stalinovu stranu.
V letech 1924–1925 byl prvním tajemníkem v ústředním výboru strany. Později byl tajemník severokavkazské stranické organizace a předseda centrály kontrolní komise strany.
Roku 1931 se Andrejev stal členem národního komisariátu. Nikita Chruščov později o Andrejevovi řekl:
| „                 | Andrej Andrejevič byl sice muž velkých kvalit, ale bezohledný kariérista. Během velkého teroru se nezachoval správně. Choval se jako Stalinův poslušný sluha, aby nevyšlo najevo jeho přátelství s Trockým. | “ |
| — Nikita Chruščov | |   |

Na konci roku 1938 se Andrejev stal předsedou komise Politbyra pro vyšetřování činnosti NKVD. V letech 1946–1953 byl místopředseda Rady ministrů SSSR.
Ke konci čtyřicátých let se Andrejev stal jedním z nejupřednostňovanějších sovětských politiků. Roku 1949 se Stalin zamiloval do Andrejevovy neteře Natalije. Když ji ale později nachytal při nevěře s vojenským důstojníkem, nechal Nataliji i důstojníka popravit. Andrejeva samotného nepostihl žádný trest.

### Pád
Roku 1952 byl Andrejev propuštěn z politbyra. Následujícího roku 1953 byl Andrejev sesazen z postu místopředsedy Rady ministrů SSSR proto, že nesouhlasil s politikou destalinizace (přestože Andrejev se za stalinistu nepovažoval). Od roku 1957 byl předsedou společnosti sovětsko-čínského přátelství. V roce 1962 odešel do penze, a již nikdy žádnou roli v politice nesehrál.
Andrej Andrejev zemřel 5. prosince 1971. Je pohřben na Novoděvičím hřbitově v Moskvě.